# 富田林市立図書館

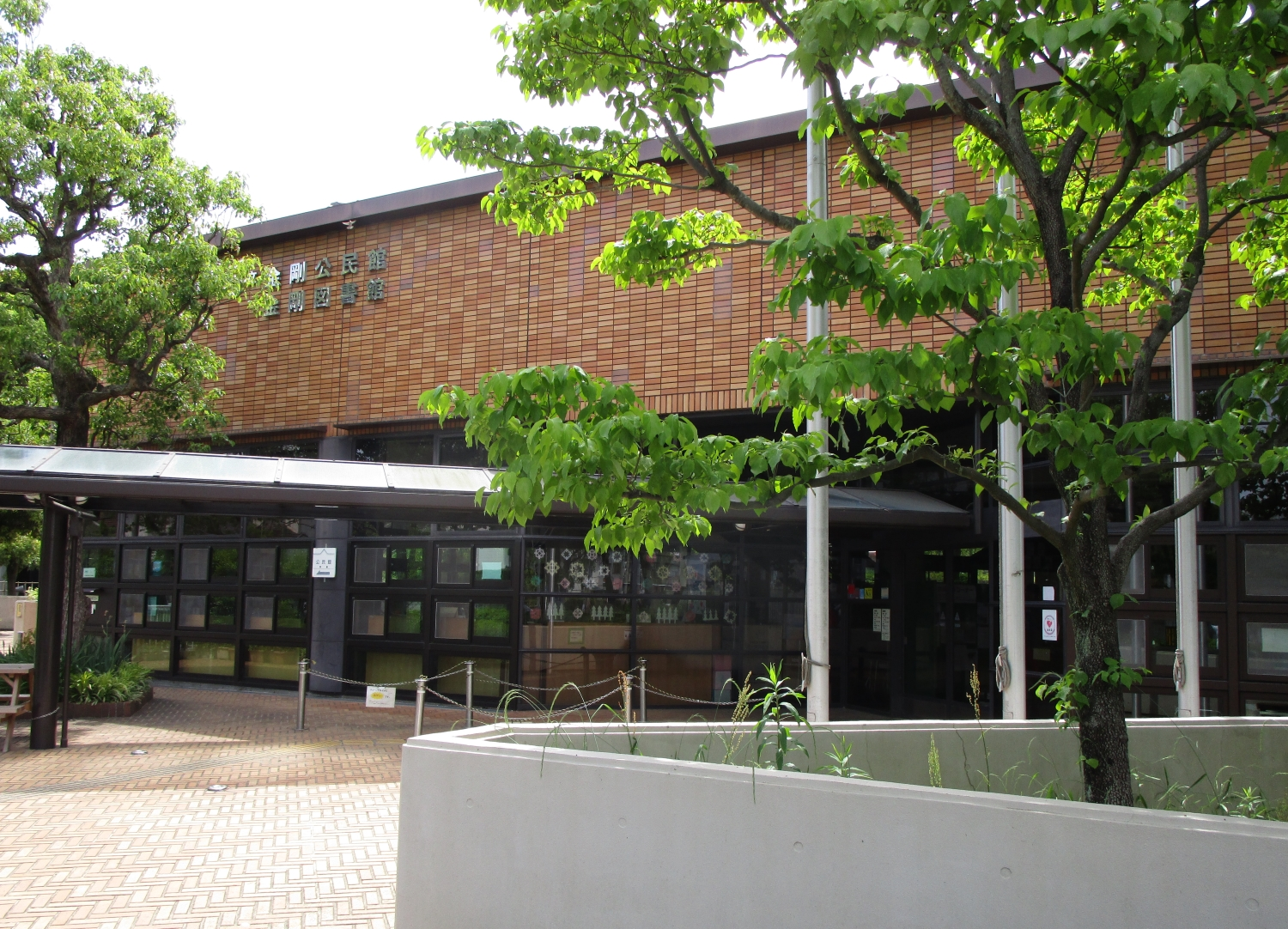
金剛図書館

富田林市立図書館（とんだばやししりつとしょかん）は、大阪府富田林市にある公共図書館である。

## 概要
富田林市の中心部である近畿日本鉄道長野線の富田林駅付近の中央図書館、市の西部金剛ニュータウン内の金剛図書館の2館のほか、他場所の市施設2箇所内に分室がある。
その他、自動車文庫「つつじ号」が市内15箇所を月2回ペースで巡回している。なお金剛連絡所・市民会館（レインボーホール）の返却ポストでの返却もできる。
2019年5月現在、1人20冊（CDは2点、DVDは2点）、3週間貸与できる。

### 中央図書館
- 〒584-0093 富田林市本町16-28
- 近鉄南大阪線富田林駅から徒歩3分

### 金剛図書館
- 〒584-0072 富田林市高辺台２丁目1-2
- 南海高野線金剛駅から徒歩20分
- 南海バス「金剛高校前」バス停から徒歩1分、南海バス「津々山台1丁目」直近

### 喜志分室
- 〒584-0012 富田林市粟ケ池町2969-5  富田林市民会館（レインボーホール）内
- 近鉄南大阪線喜志駅から徒歩7分

### 東分室
- 〒584-0045 富田林市山中田町1-5-50 東公民館内
- 近鉄南大阪線富田林駅下車、金剛バス「川向」バス停から徒歩5分

## 沿革
- 1974年（昭和49年）6月 - 富田林子ども文庫連絡会が発足。
- 1976年（昭和51年）6月 - 富田林図書館（中央図書館）開館。
- 1979年（昭和54年）1月 - 移動図書館「つつじ号」運行開始（ステーション18箇所）。
- 1981年（昭和56年）6月 - 東公民館内に東分室開設。
- 1983年（昭和58年）4月 - 金剛図書館開館。
- 1989年（平成元年）5月 - 市民会館内図書（現喜志分室）開室。

## 開館時間
- 中央図書館・金剛図書館 - 10:00～20:00（土日は18:00）
- 分室 - 13:00～17:00

## 休館日
- 毎週月曜日 - その他分室は毎週水曜日～金曜日も休館
- 祝祭日 - 月曜日の場合は翌日振替
- 館内整理日 - 毎月第4火曜日
- 年末年始
- 図書特別整理期間（年間10日以内）